# 中葉戈爾雷克河
中葉戈爾雷克河是俄羅斯的河流，由羅斯托夫州負責管轄，屬於西馬內奇河的左支流，河道全長129公里，流域面積2,358平方公里，河水主要來自融雪。